# Thüringen (Vorarlberg)
Thüringen este o comună din districtul Bludenz, landul Voralberg, Austria.
A nu se confunda cu landul Thüringen (Turingia) din Germania.